# Dietro la porta verde
Dietro la porta verde (Behind the Green Door) è un film pornografico statunitense del 1972 con protagonista Marilyn Chambers.
Il film, uno dei primi porno ad essere stato ampiamente distribuito nei cinema, è ormai ritenuto un classico dell'hardcore vintage. Si tratta del primo film porno regolarmente distribuito negli Stati Uniti. Inoltre è il primo lungometraggio diretto dai fratelli Mitchell, celebre coppia di registi e produttori hard, e il film di debutto di Marilyn Chambers.
Il soggetto della storia è un adattamento di un racconto breve opera di un anonimo, che circolava da parecchi anni nell'ambiente. Il titolo del film in lingua originale, Behind the Green Door, è un riferimento al brano musicale del 1956 The Green Door composto da Bob Davie e Marvin Moore, che era stato un discreto successo all'epoca.

## Trama
La storia inizia all'interno di un bar ristorante, dove il cuoco chiede a due camionisti di raccontargli la "storia della porta verde". In flashback vediamo la giovane e bella Gloria (Marilyn Chambers), che viene rapita e portata in un locale a luci rosse, dove viene piazzata sul palco e costretta a copulare con più partner davanti ad un pubblico che la osserva. Ella all'inizio sembra recalcitrante ma poi comincia a lasciarsi andare e a provare piacere.
Il primo maschio che le si para davanti è un possente uomo di colore (il pugile Johnnie Keyes), che poco dopo la possiede (questa scena rende molto probabilmente Behind the Green Door il primo film americano a mostrare scene di sesso interrazziale non simulate). Dopo di lui Gloria ha rapporti sessuali con diversi altri uomini. Il pubblico che sta osservando la scena comincia ad eccitarsi e gli spettatori iniziano a copulare tra di loro. La scena finale dell'eiaculazione sul viso di Gloria è girata al rallentatore e con profusione di luci psichedeliche, ed ha una durata anomala di quasi sette minuti.

## Impatto
Insieme a Gola profonda, uscito lo stesso anno, il film diede inizio alla "Golden age of porn", l'età d'oro del cinema hard. Girato con un budget di 60.000 dollari, il film incassò più di 1 milione di dollari nella prima settimana, e arrivò a totalizzare circa 25 milioni di incasso totale. La pellicola fu uno dei più notevoli successi commerciali degli anni settanta, insieme a Gola profonda e a Miss Jones, e venne anche proiettato al Festival di Cannes.

## Marilyn Chambers
La Chambers era ancora relativamente sconosciuta all'epoca; tuttavia, il film la rese una star. Immediatamente prima dell'uscita della pellicola nelle sale, venne sponsorizzata in varie pubblicità come la ragazza immagine del sapone liquido "Ivory" della Procter & Gamble, avendo recentemente posato come modella con in braccio un bambino per il detergente "Ivory Snow".
Il prodotto veniva venduto con lo slogan "puro al 99 & 44/100%". I fratelli Mitchell videro nella cosa un'ottima occasione di farsi pubblicità, e distribuirono volantini del film porno dove la Chambers veniva definita "impura al 99 & 44/100%".
Dopo l'uscita del film, l'industria pubblicitaria rimase scandalizzata, e la P&G ritirò dal mercato il materiale pubblicitario e tutti i prodotti Ivory Snow comprendenti l'immagine della Chambers, contribuendo in questo modo ad accrescere il clamore sorto intorno alla pellicola. Successivamente la Procter & Gamble diffidò tutte le sue agenzie di pubblicità dall'utilizzare qualsiasi modella per la pubblicità dei propri prodotti.
L'immagine di Marilyn Chambers, anche grazie allo "scandalo Ivory Snow", divenne ben presto molto popolare, il che portò a un incremento nella vendita dei biglietti per Dietro la porta verde. L'attrice fu poi anche ospite dei vari talk show televisivi statunitensi dell'epoca, prestandosi volentieri a scherzi e battute riferibili al succitato scandalo. Una delle questioni più dibattute, all'epoca, riguardava anche il supposto realismo delle scene erotiche girate da Chambers: ci si chiedeva, infatti, se la donna avesse veramente avuto degli orgasmi, durante le sue scene di sesso o se avesse solo simulato.

## Critica
Alla sua uscita il film ricevette critiche positive anche dalle riviste non di settore, e dai media in generale. Secondo il critico Peter Michelson esistono "un ristretto gruppo di film porno, come Gola Profonda, Miss Jones, e Dietro la porta verde, che possiedono un minimo ma sufficiente interesse artistico che li distingue da tutti gli altri". Dietro la porta verde è stato il secondo film ad essere introdotto nella XRCO Hall of Fame, dopo Gola Profonda.

## Riferimenti nella cultura di massa
- Immagini tratte da Dietro la porta verde (nessuna delle quali mostra scene di sesso o nudità) sono mostrate nel film La corsa più pazza d'America, nella scena dove il personaggio di Jackie Chan vede il film all'interno della sua auto super accessoriata, e finisce per causare un incidente.
- Nel film del 2000 con Charlie Sheen e Emilio Estevez Rated X - La vera storia dei re del porno americano, che si basa sulla storia dei fratelli James ad Artie Mitchell, vengono mostrate la produzione, la prima e la distribuzione di Dietro la porta verde.
- Viene citato nella serie televisiva Californication (episodio 3.07).
- Nella canzone Hooks in You degli Iron Maiden, è presente un riferimento al film nelle prime strofe del testo.
- Shakin' Stevens ebbe il suo primo numero 1 in classifica grazie al brano Green Door, interpretato anche da Frankie Vaughan.
- Nella sitcom Maude, il film viene menzionato nell'episodio della terza stagione Nostalgia Party, come pellicola molto popolare all'epoca.
- La band death metal statunitense Dislimb pubblicò una canzone dal titolo Behind the Green Door all'interno dell'EP Bleeding Anxiety del 2002.
- La band Lake of Tears pubblicò il brano Behind the Green Door nell'album Illwill del 2011.
- Nel film porno SAW: A Hardcore XXX Parody, Ron Jeremy afferma di aver recitato in Dietro la porta verde.
- Nel film MaXXXine di Ti West (2024) si vedono immagini tratte da Dietro la porta verde in un televisore (un personaggio sta guardando la videocassetta del film)